# Intel-Whiskey-Lake-Mikroarchitektur
Whiskey Lake ist der Codename einer Prozessor-Mikroarchitektur des Chipherstellers Intel, die Ende April 2018 veröffentlicht wurde. Sie stellt den vierten Optimierungsschritt der 14-nm-Fertigungsprozess nach Coffee Lake dar. Sie wurde in der zweiten Jahreshälfte 2018 vorgestellt, um Intels erneute Verzögerungen beim 10-nm-Prozess zu überbrücken.
Im dritten Quartal erschienen drei Notebook-Prozessoren, deren einzige Neuerungen in der integrierten Peripherie zu finden ist:
- ein USB 3.1 Gen2-Controller und ein Thunderbolt 3-Anschluss[3]

Die Whiskey-Lake Prozessoren entsprechen ansonsten Prozessoren aus dem Kaby-Lake-Refresh, die eigentliche Mikroarchitektur entspricht immer noch der Skylake-Mikroarchitektur. Kaby-Lake-Refresh und Coffee Lake werden laut Intel im sogenannten 14-nm++-Fertigungsprozess hergestellt. Wegen der erweiterten Peripherie wird ein neuer Lötsockel FC-BGA1528 verwendet, welcher neue Hauptplatinen erfordert.